# Five Nights at Freddy's: Help Wanted
Five Nights at Freddy's: Help Wanted é um jogo eletrônico de terror e realidade virtual desenvolvido pela Steel Wool Studios e publicado pela ScottGames. Lançado inicialmente em maio de 2019 para várias plataformas de realidade virtual, o título apresenta uma experiência imersiva que recria os eventos e ambientes da série original Five Nights at Freddy's, além de introduzir novos desafios e modos de jogo. O jogo busca proporcionar uma releitura moderna da franquia, combinando elementos clássicos de suspense com a tecnologia de realidade virtual para aumentar a tensão e o envolvimento do jogador.

## Jogabilidade
Five Nights at Freddy's: Help Wanted apresenta uma jogabilidade que combina elementos de survival horror com mecânicas específicas da realidade virtual. O jogo é composto por várias minifases que recriam situações dos títulos anteriores da franquia, além de novas experiências desenvolvidas especialmente para VR. O jogador deve gerenciar recursos limitados, como bateria e tempo, enquanto evita os animatrônicos hostis que surgem em ambientes escuros e claustrofóbicos. A interação em realidade virtual permite manipular objetos, trancar portas e utilizar câmeras de segurança de forma imersiva, aumentando a sensação de presença e tensão. Além dos modos principais, o jogo inclui desafios e minijogos que testam reflexos e estratégia.

## Enredo
Five Nights at Freddy's: Help Wanted funciona como uma antologia de várias histórias e cenas que revisitam os eventos da série principal, mas dentro de uma narrativa que sugere que o jogo em si é uma simulação criada para esconder segredos sombrios. A trama central gira em torno de uma empresa fictícia chamada Fazbear Entertainment, que utiliza o jogo para reabilitar sua imagem após uma série de incidentes envolvendo os animatrônicos. Conforme o jogador avança, fragmentos de uma história mais obscura são revelados, incluindo a presença de uma entidade digital maligna conhecida como Glitchtrap, que parece estar tentando escapar do ambiente virtual para o mundo real. Essa camada metanarrativa adiciona uma dimensão de terror psicológico além das tradicionais ameaças físicas presentes na série.

## Desenvolvimento
Desenvolvida pela Steel Wool Studios em colaboração com Scott Cawthon, criador da série original. O projeto teve como objetivo trazer a experiência clássica da franquia para a realidade virtual, aproveitando as capacidades imersivas dessa tecnologia para intensificar o terror e a interação com os animatrônicos. O desenvolvimento focou em recriar fielmente os ambientes e mecânicas dos jogos anteriores, ao mesmo tempo em que introduziu novos modos e desafios exclusivos para VR. Anunciado em 2018, o jogo passou por várias fases de testes para garantir uma jogabilidade fluida e adaptada ao uso de diferentes dispositivos VR, incluindo Oculus Rift, HTC Vive e PlayStation VR. O lançamento oficial ocorreu em maio de 2019, com versões posteriores para consoles não VR e atualizações adicionais.

## Lançamento
O jogo foi lançado inicialmente em 28 de maio de 2019 para plataformas de realidade virtual, incluindo Oculus Rift, HTC Vive, Valve Index e PlayStation VR. Posteriormente, o jogo recebeu uma versão para consoles tradicionais sem suporte VR, lançada em dezembro de 2019 para PlayStation 4 e em julho de 2020 para Xbox One e Nintendo Switch. O lançamento foi bem recebido, ampliando o alcance da franquia para além dos entusiastas de realidade virtual, e trazendo a experiência de terror para um público mais amplo. Além das versões físicas, o jogo está disponível em lojas digitais, oferecendo também atualizações e conteúdos adicionais após o lançamento. Em Portugal, as versões físicas para a Nintendo Switch e PlayStation 4 foram distribuídas pela Upload Distribution em 2020.

## Trilha sonora
A trilha sonora de Five Nights at Freddy's: Help Wanted foi composta por Leon Riskin, colaborador frequente da franquia desde Five Nights at Freddy's 2. As composições seguem o estilo atmosférico característico da série, utilizando sons ambientes minimalistas, ruídos mecânicos e efeitos sonoros distorcidos para intensificar o clima de tensão e imersão.
A trilha sonora apresenta composições originais e adaptações dos temas clássicos da série, reforçando o clima de suspense e terror do jogo. A DLC Curse of Dreadbear traz novas faixas que acompanham o ambiente de terror e aventura temática pirata da expansão. Algumas músicas foram reaproveitadas de títulos anteriores da série.
| Edição padrão Trilha sonora principal de Five Nights at Freddy's: Help Wanted |                          |         |  |
| N.º                                                                           | Título                   | Duração |  |
| 1.                                                                            | "Remake 4"               | 1:00    |  |
| 2.                                                                            | "Twisted Birthday"       | 1:58    |  |
| 3.                                                                            | "Bonnie Nightmare Clash" | 4:13    |  |
| 4.                                                                            | "Creepy Freddy"          | 3:16    |  |
| 5.                                                                            | "Dead Eyes"              | 0:29    |  |
| 6.                                                                            | "Freddy Fazbear's Theme" | 3:47    |  |
| 7.                                                                            | "Princess Quest"         |         |  |

| Edição padrão Trilha sonora principal da DLC Curse of Dreadbear |                            |         |  |
| N.º                                                             | Título                     | Duração |  |
| 1.                                                              | "Remake 2"                 | 0:54    |  |
| 2.                                                              | "Adventure"                | 0:12    |  |
| 3.                                                              | "Little Ones"              | 0:08    |  |
| 4.                                                              | "Underwater"               | 0:17    |  |
| 5.                                                              | "So Beautiful"             | 0:07    |  |
| 6.                                                              | "Intros (5 faixas curtas)" |         |  |

## Conteúdo adicional
Five Nights at Freddy's: Help Wanted conta com uma variedade de conteúdos adicionais que ampliam a experiência principal, oferecendo novos desafios, minijogos e modos de jogo exclusivos. Além do modo história base, o título inclui a DLC Curse of Dreadbear, lançada em 2019, que adiciona uma temática de terror pirata, com níveis e animatrônicos inéditos.
Além disso, o jogo traz minijogos clássicos remasterizados, que reimaginam momentos icônicos da série com gráficos e jogabilidade adaptados para realidade virtual. Entre eles, destacam-se versões de Nightmare Mode, Parts and Service, Night Terrors e Dark Rooms, que exploram diferentes mecânicas de sobrevivência e resolução de puzzles.
Também estão presentes modos de jogo adicionais, como o modo Death Coin — que introduz moedas colecionáveis para desafios extras — e um sistema de desbloqueio de skins para os animatrônicos, aumentando a rejogabilidade.
O suporte a realidade virtual em plataformas como PlayStation VR, Oculus Quest e HTC Vive é um dos principais atrativos do conteúdo adicional, proporcionando uma experiência imersiva e intensa para os fãs do gênero terror.

## Recepção

### PlayStation 4
Five Nights at Freddy's: Help Wanted foi geralmente bem recebido pela crítica especializada. No agregador de críticas Metacritic, a versão para PlayStation 4 obteve uma pontuação média de 80/100, com base em análises da mídia especializada, indicando "críticas geralmente favoráveis".
A fidelidade na recriação dos ambientes e animatrônicos clássicos da franquia foi amplamente elogiada, assim como a variedade de minijogos disponíveis, que equilibram elementos nostálgicos com propostas inéditas. Críticos destacaram também a eficácia da ambientação em realidade virtual, apontando que a tensão e o suspense característicos da série são potencializados nesse formato, intensificando os momentos de susto.
Algumas análises observaram que a experiência pode ser menos envolvente para jogadores que não utilizam dispositivos de realidade virtual, além de apontarem certa repetitividade em fases específicas. A qualidade gráfica e o design sonoro foram amplamente elogiados, sendo destacados como elementos fundamentais para a imersão do jogador.
Publicações europeias como The Games Machine, IGN Itália, Everyeye e Vandal destacaram o equilíbrio entre nostalgia e modernização, além de apontarem o título como um marco relevante para o gênero de horror em realidade virtual. Outros veículos, como 3DJuegos e Hobby Consolas, também atribuíram avaliações positivas, destacando a ambientação assustadora, a qualidade do design dos animatrônicos e a relevância do jogo dentro do cenário do terror em VR.

### Nintendo Switch
A versão para Nintendo Switch de Five Nights at Freddy's: Help Wanted recebeu avaliações variadas da crítica especializada. No agregador Metacritic, a versão para Nintendo Switch apresenta uma pontuação média de 53/100, refletindo a recepção mista entre os críticos.
Contudo, vários críticos destacaram que a adaptação para Switch sofreu com problemas técnicos e de performance, especialmente em relação à sensibilidade dos controles e à qualidade gráfica, o que comprometeu a imersão. Alguns relatos criticaram o excesso de sustos repetitivos, o que pode causar cansaço no jogador, e a dificuldade em se acostumar com os controles, afetando negativamente a experiência em sessões prolongadas.
Avaliações também destacaram o impacto positivo da trilha sonora e dos efeitos sonoros, que ajudaram a manter a tensão típica da franquia, apesar das limitações técnicas da versão portátil. O site Nintendo Life avaliou que, apesar das dificuldades técnicas, Help Wanted permanece uma boa adição para fãs da série, especialmente para quem busca uma experiência portátil do universo de Freddy Fazbear.

## Legado
Five Nights at Freddy's: Help Wanted é amplamente reconhecido como um marco na franquia por transpor integralmente a experiência FNAF para realidade virtual. Ele ajudou a renovar o interesse da comunidade e apresentou a série a uma nova geração de jogadores — especialmente aos que usam dispositivos VR — criando um novo caminho para os jogos futuros.
O título também expandiu o universo narrativo da franquia ao introduzir o vilão digital Glitchtrap, cuja presença se tornou central em títulos posteriores, como Help Wanted 2 e Security Breach.
A era Steel Wool nos jogos Help Wanted deu ao FNAF uma camada adicional de profundidade e sensação cinematográfica que não existia anteriormente, com fãs elogiando especialmente o design, atenção aos detalhes e ambientação realista em VR. Esses elementos ajudaram a consolidar Help Wanted como uma referência em experiências de terror em realidade virtual, citada frequentemente em listas de recomendações para dispositivos como PlayStation VR e Meta Quest.
Além disso, o título fortaleceu a relação criativa entre Scott Cawthon e a Steel Wool Studios, firmando o estúdio como responsável pelos esforços VR da série e pelos sucessores, como Security Breach em 2021.